# Compagnie Internationale des Wagons-Lits

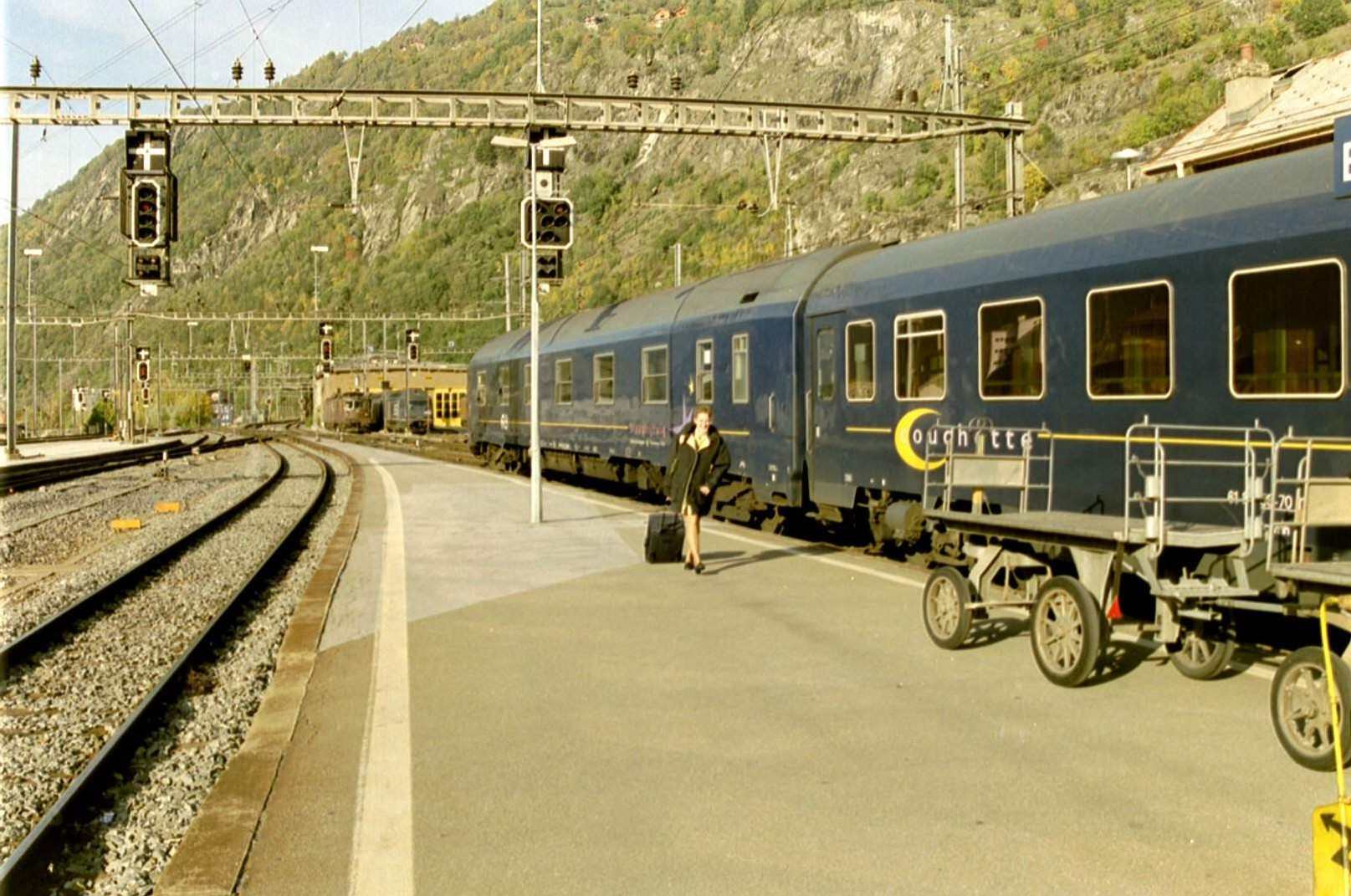
Due vetture della Wagons-lits a Briga

La Compagnie Internationale des Wagons-Lits (sigla CIWL), in italiano "Compagnia internazionale delle carrozze-letto", è una società che gestisce servizi ferroviari di classe nel settore dei vagoni letto, vagoni ristorante e vagoni salone in Europa occidentale, Asia e Africa. È ora parte del gruppo francese Newrest.

## Storia

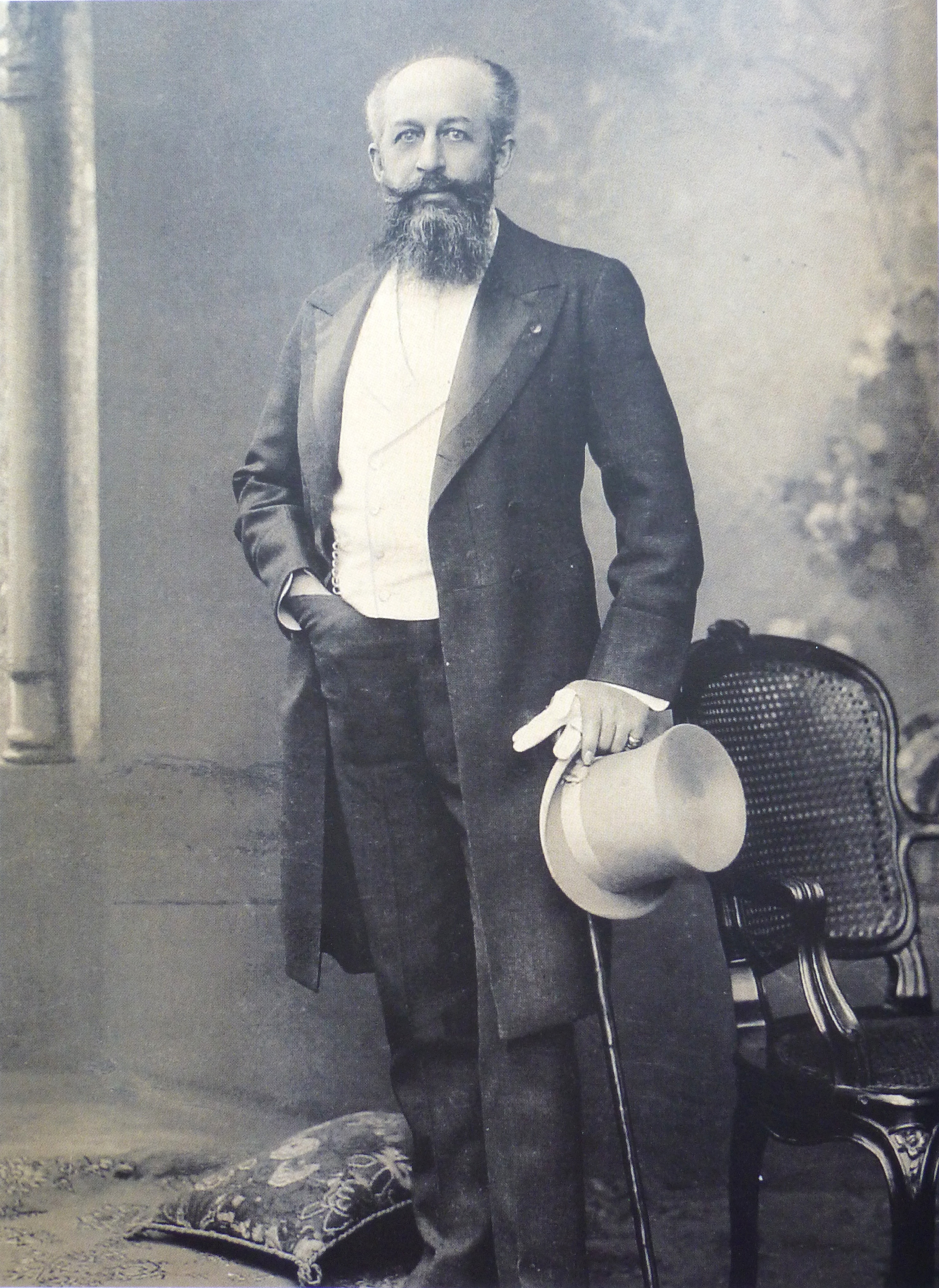
Georges Nagelmackers, fondatore della Compagnie Internationale des Wagons-Lits

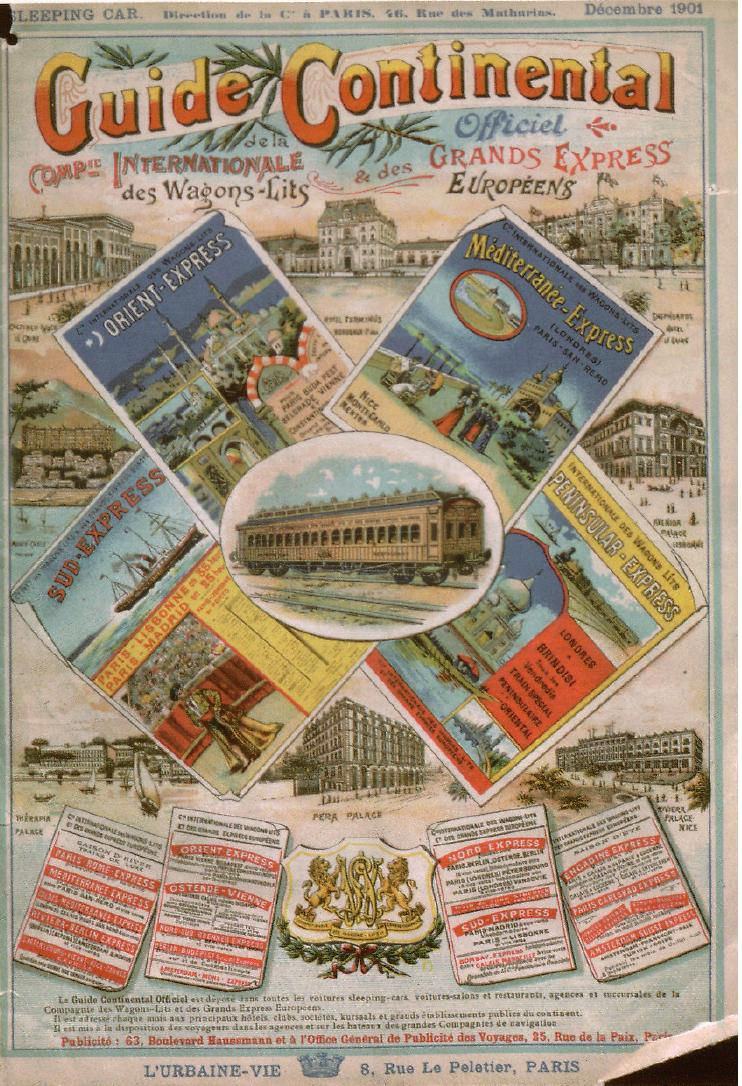
la "guide continental", dicembre 1901

La compagnia venne fondata nel 1872 a Liegi, in Belgio, da Georges Nagelmackers e divenne pienamente operativa dal 1876. Nel 1881 la compagnia operava su una rete di circa 19 000 km. 
Nel 1883 aggiunse alla denominazione originaria la dicitura et des Grands Express Européens in quanto intraprese anche la promozione e la gestione di un certo numero di treni di lusso anche in servizio internazionale. Nel 1909 mise in servizio le tipiche carrozze letti in teck tipi R (royal), progettate dal proprio Ufficio Materiale Rotabile, che rappresentano il modello a cui faranno riferimento tutte le successive generazioni di carrozze della categoria. Le carrozze oltre al ricercato allestimento erano dotate per la prima volta di illuminazione elettrica.
Nel 1917 perse i servizi svolti in Europa centro-orientale in quanto soppiantata dalla compagnia tedesca Mitropa.

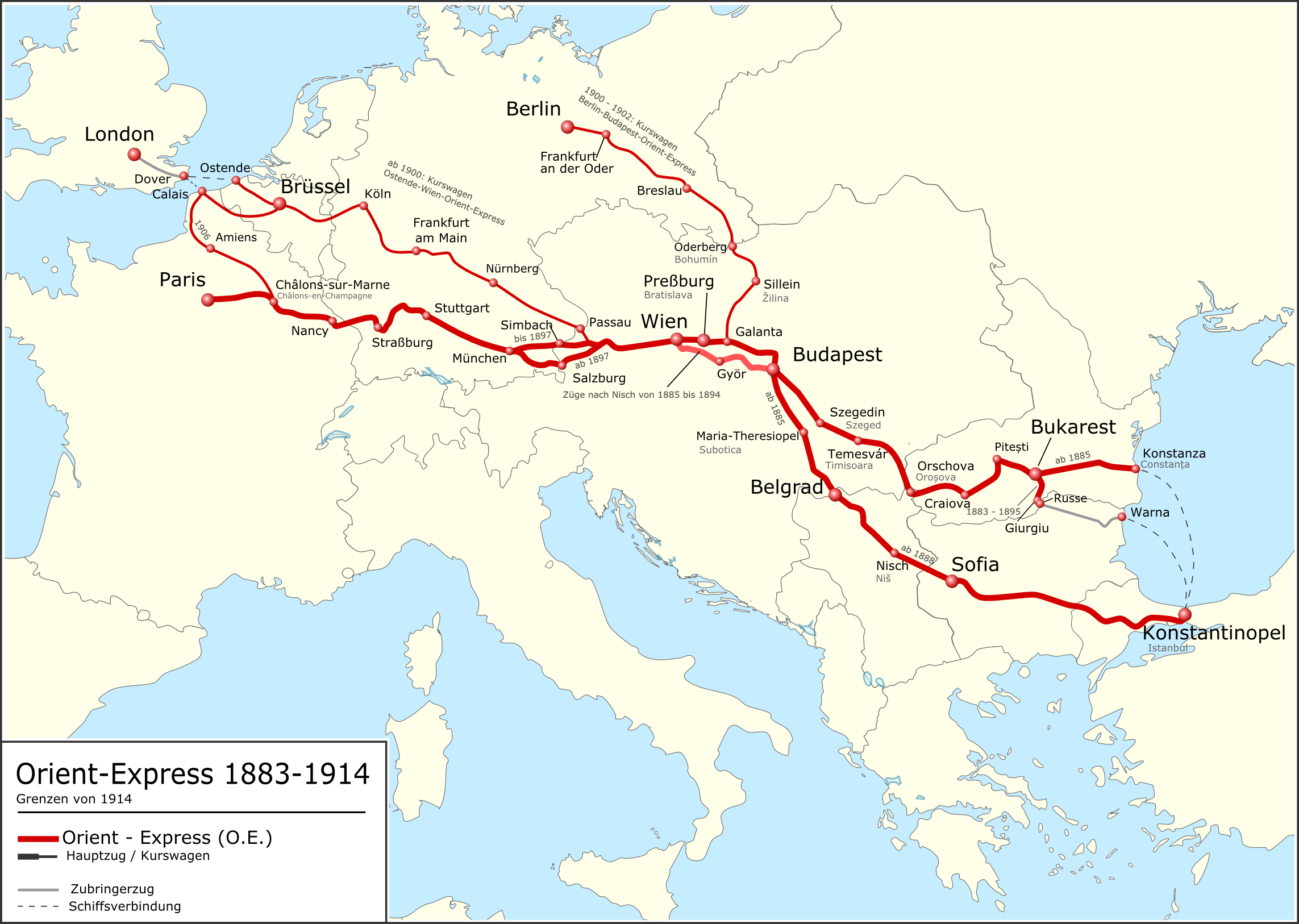
Vie dellOrient-Express dal 1883 al 1914

All'epoca della sua massima espansione, negli anni trenta del XX secolo, la CIWL raggiungeva 20 destinazioni: Aleppo, Algeri, Amsterdam, Atene, Basilea, Budapest, Casablanca, Francoforte, Yaoundé, Istanbul, Copenaghen, Lisbona, Madrid, Parigi, Praga, Roma, Sofia, Varsavia e Vienna; aveva 30 officine di manutenzione e riparazione di cui la più distante era Vladivostok.
Nel 1967 la compagnia iniziò ad essere in crisi economica ed estese i suoi interessi diventando CIWLT Compagnie Internationale des Wagons-Lits et du Tourisme; 
il parco rotabili CIWL era invecchiato e in certi casi antiquato e la sua sostituzione o modernizzazione travalicava le capacità economiche della società. 
Dal 1971 quindi la società vendette o noleggiò le sue carrozze a diversi gestori di linee ferroviarie nazionali (SNCF, FS, SBB, DB, ÖBB, NMBS/SNCB, NS, DSB e RENFE).
Nel 2010 la CIWL venne acquisita dalla Newrest (la cui sede è a Parigi) prendendo nome di Newrest Wagons-Lits; la società offre servizi su treni notturni in Austria, Italia, Spagna e Portogallo, servizi di ristorante in treni diurni in Francia, Italia, Spagna, Portogallo, e servizi di Eurostar nel Regno Unito. 

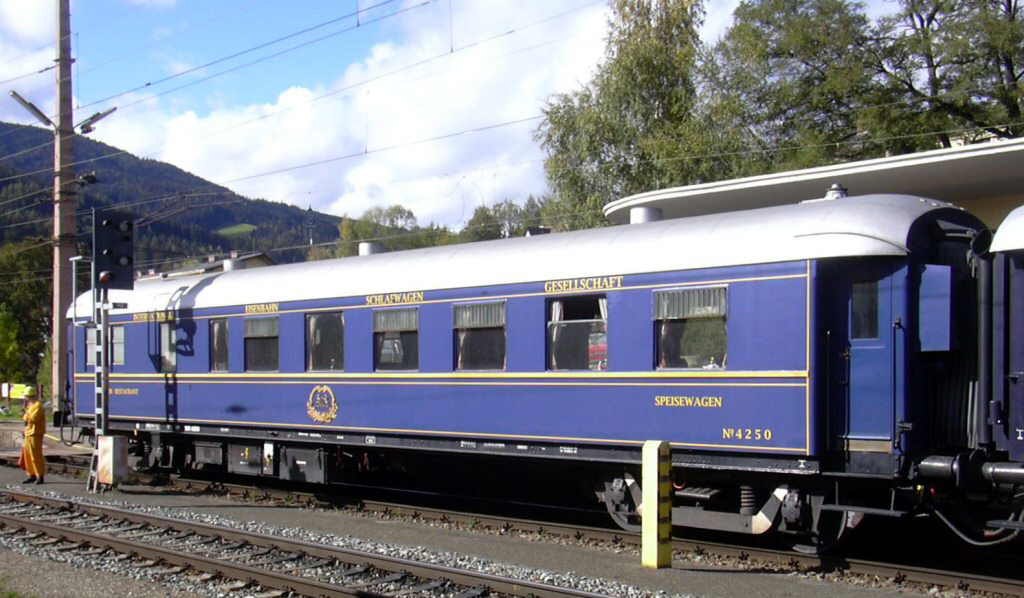
Vettura ristorante della Wagons-Lits in Austria nel 2003

Il più famoso dei grandi espressi europei gestiti dalla Compagnie des Wagon-Lits è stato l'Orient Express che fece il viaggio inaugurale il 4 ottobre del 1883; altri treni importanti furono il "Transsibérien", il "Train Bleu". Importanti treni Pullman furono il "Flèche d'Or", il "Club-Train", il "Peninsular Express", lo "Star of- Egypt", il "Trouville Express, il "Riviera-Express" tra Berlino e Nizza e il "Taurus Express".
Le vetture letto e ristorante della CIWL erano caratterizzate da una livrea crema/panna e marrone; dal 1922, con l'introduzione delle carrozze a cassa metallica, venne introdotta la livrea blu con filetti oro. I bagagliai e vetture pullman avevano la parte bassa della cassa in blu o marrone, mentre la fascia dei finestrini era color panna.